# Bruchhagen (Steyerberg)
Bruchhagen ist ein Ortsteil des Fleckens Steyerberg im Landkreis Nienburg/Weser in Niedersachsen.
Mit einer Einwohnerzahl von 246 (Stand: 1. Juli 2010) gehört Bruchhagen zu den kleineren Ortschaften der Gemeinde.

## Geografie
Der Ort gliedert sich in die zehn Ortsteile Horst, Bähhorst, Bockhorst, Ziegenhocken, Stamme, Grimmelhausen, Bösenhausen, Heemsche, Hägeringen und Börenwinkel. Es handelt sich dabei sowohl um sehr kleine Dörfer und Siedlungen als auch um größere Höfe.

## Geschichte
Bruchhagen fand erste urkundliche Erwähnung im Jahre 1530. Im Jahre 1885 zählte der Ort neun Wohnhäuser mit 59 Einwohnern.
Am 1. März 1974 wurde Bruchhagen in den Flecken Steyerberg eingegliedert.

## Politik
Ortsvorsteher ist Udo Ludwig. 

## Wirtschaft und Infrastruktur
Bruchhagen hat zwei Bushaltestellen, die von den Linien 15, 16, 17 und 19 der VLN Nienburg angefahren werden.
Der Haltepunkt Bruchhagen lag an der Bahnstrecke Nienburg–Rahden, die in diesem Bereich stillgelegt ist.
Die im Ortsteil Bösenhausen gelegene Schule war bis zu ihrer Schließung Ende der 1980er Jahre eine Volks- bzw. Grundschule mit zwei Klassen, heute wird das Gebäude als Wohnhaus genutzt. 
Des Weiteren befinden sich im Ort eine Gaststätte mit Saalbetrieb, ein Friseur und das Feuerwehrhaus der Freiwilligen Feuerwehr Bruchhagen.